# Nadia Ferreira
Nadia Tamara Ferreira (sinh ngày 10 tháng 5 năm 1999) là một người mẫu và người đẹp hàng đầu cuộc thi sắc đẹp Paraguay. Cô từng xuất hiện trong các chương trình Tuần lễ thời trang, các quảng cáo khắp thế giới. Cô đại diện Paraguay tham gia Hoa hậu Hoàn vũ 2021 tại Eilat, Israel, nơi cô dành ngôi vị Á hậu 1.

## Sự nghiệp
Đỉnh cao trong sự nghiệp của cô tại Tuần lễ thời trang New York. Cô thường đi trên đường băng nhiều lần để tạo ra sự náo động trên các phương tiện truyền thông địa phương và quốc tế.
Năm 2018, cô ký hợp đồng với công ty người mẫu Wilhelmina, được giới thiệu trong nhiếp ảnh biên tập Gettyimages.
Vào tháng 3 năm 2019, cô đã phát hành một bức ảnh trên tài khoản Instagram của mình thông báo rằng cô đã được chọn để xuất hiện trong Đêm thời trang Cosmo ở Thành phố Mexico.

## Các cuộc thi sắc đẹp

### Hoa hậu Thiếu niên Hoàn vũ 2015
Ferreira tham gia Hoa hậu Thiếu niên Hoàn vũ Paraguay 2015 và đã giành chiến thắng. Sau khi trở thành Hoa hậu Thiếu niên Hoàn vũ Paraguay 2015, cô đại diện cho đất nước của mình tại Hoa hậu Thiếu niên Hoàn vũ 2015 được tổ chức tại Guatemala và giành ngôi vị Á hậu 3.

### Hoa hậu Hoàn vũ 2021
Vào ngày 31 tháng 8 năm 2021, Nadia Ferreira được chọn làm Hoa hậu Hoàn vũ Paraguay 2021. Với tư cách là Hoa hậu Hoàn vũ 2021 Paraguay, Nadia Ferreira đã đại diện cho Paraguay tại cuộc thi Hoa hậu Hoàn vũ 2021 được tổ chức tại Eilat, Israel, và giành ngôi vị Á hậu 1. Đây là kết quả cao nhất của một đại diện Paraguay tại cuộc thi Hoa hậu Hoàn vũ và cũng là lần đầu tiên Paraguay lập thành tích sau khi quốc gia này đoạt danh hiệu Á hậu 3 vào năm 2006.